# Белмонт (Пенсільванія)
Белмонт (англ. Belmont) — переписна місцевість (CDP) в США, в окрузі Кембрія штату Пенсільванія. Населення — 2771 особа (2020).

## Географія
Белмонт розташований за координатами 40°16′53″ пн. ш. 78°53′4″ зх. д. / 40.28139° пн. ш. 78.88444° зх. д. (40.281262, -78.884561).  За даними Бюро перепису населення США в 2010 році переписна місцевість мала площу 4,60 км², з яких 4,55 км² — суходіл та 0,05 км² — водойми.

## Демографія
Згідно з переписом 2010 року, у переписній місцевості мешкали 2784 особи в 1281 домогосподарстві у складі 758 родин. Густота населення становила 606 осіб/км².  Було 1368 помешкань (298/км²).
Расовий склад населення:
| - 96,8 % — білих - 1,1 % — чорних або афроамериканців - 1,1 % — азіатів |

До двох чи більше рас належало 1,0 %. Частка іспаномовних становила 0,8 % від усіх жителів.
За віковим діапазоном населення розподілялося таким чином: 15,5 % — особи молодші 18 років, 52,3 % — особи у віці 18—64 років, 32,2 % — особи у віці 65 років та старші. Медіана віку мешканця становила 52,4 року. На 100 осіб жіночої статі у переписній місцевості припадало 80,1 чоловіків;  на 100 жінок у віці від 18 років та старших — 75,4 чоловіків також старших 18 років.
Середній дохід на одне домашнє господарство  становив 59 508 доларів США (медіана — 47 976), а середній дохід на одну сім'ю — 74 623 долари (медіана — 68 600). За межею бідності перебувало 9,5 % осіб, у тому числі 12,5 % дітей у віці до 18 років та 6,7 % осіб у віці 65 років та старших.
Цивільне працевлаштоване населення становило 1227 осіб. Основні галузі зайнятості: освіта, охорона здоров'я та соціальна допомога — 30,0 %, роздрібна торгівля — 12,8 %, науковці, спеціалісти, менеджери — 9,1 %, виробництво — 9,0 %.